# صفرگلوو
صفرگلوو (انگلیسی: Safargulovo) یک شهرک در شهرستان بلورتسکی باشقیرستان کشور روسیه است.